# 吉田輝星
吉田 輝星（よしだ こうせい、2001年1月12日 - ）は、秋田県潟上市出身のプロ野球選手（投手）。右投右打。オリックス・バファローズ所属。

## 経歴

### プロ入り前
潟上市立天王小学校3年から天王ヴィクトリーズで野球を始め、潟上市立天王中学校では軟式野球部に所属。
秋田県立金足農業高等学校に進学し、1年夏からベンチ入り。2年夏は県大会決勝で山口航輝、後にオリックス・バファローズでチームメイトとなる曽谷龍平擁する明桜高等学校に敗れて県準優勝。3年夏は主戦投手として力投し、秋田大会決勝では再び明桜と対戦。吉田が9回4安打11奪三振と快投を魅せ、2-0で勝利し県大会優勝。
吉田は秋田大会から夏の甲子園準決勝まで10試合連続完投勝利を挙げた。夏の甲子園1回戦から準々決勝にかけて4試合連続2桁奪三振を記録し、斎藤佑樹・松井裕樹が持つ大会記録に並んだ。準決勝で日本大学第三高等学校に勝利し、秋田県勢として103年ぶりの決勝進出を果たしたが、大阪桐蔭高等学校との決勝戦では5回12失点で降板し、チームは大会準優勝に終わった。なお、この夏の大会で投げた全投球数881球は1大会としては第88回全国選手権の早稲田実業学校高等部の斎藤佑樹(948球)に次ぐ記録である。金足農業の躍進は「金農旋風」と呼ばれ社会現象となり、吉田はその中心選手としてメディアや野球界からも注目を集めることとなった。
甲子園での連投は美談になった一方で「投げすぎ」「吉田君の将来を壊したらどうする」という正論も多く聞かれた。東京スポーツは甲子園大会での酷暑や登板過多に問題提起をしたコラムを掲載し「ドーム開催にすべきでは?」と意見した。
しかし地区予選・甲子園の合計11試合・1517球を投げぬいた影響もあり、2018年の第12回 BFA U-18アジア選手権大会日本代表合宿に合流した際は、完全別メニューで調整し、大学代表との強化試合でも登板せず、アジア選手権本番にへ向けて準備を行っていた。しかし、予選グループAの韓国戦では6回3失点で敗戦投手となり、スーパーラウンドの台湾戦でも5回2失点で敗戦投手となるなど、甲子園の疲れが残っていた影響が出た結果となった。高校最後の登板になったのは福井国体の常葉大学附属菊川高等学校戦。この試合には福井県営野球場に8257人の観客が詰めかけた。当初は八戸学院大学への進学が既定路線であったが、甲子園や国体で奮闘した経験からプロ入りへの決意を固めた。
2018年10月25日のドラフト会議では根尾昂を抽選で外した北海道日本ハムファイターズから1位指名を受け、11月15日に契約金1億円・年俸1000万円（いずれも金額は推定）で入団に合意した。背番号は18。入団当初は同じ吉田姓の吉田侑樹が在籍していたため、スコアボード及び報道上の表記は「吉田輝」となっていた。

### 日本ハム時代

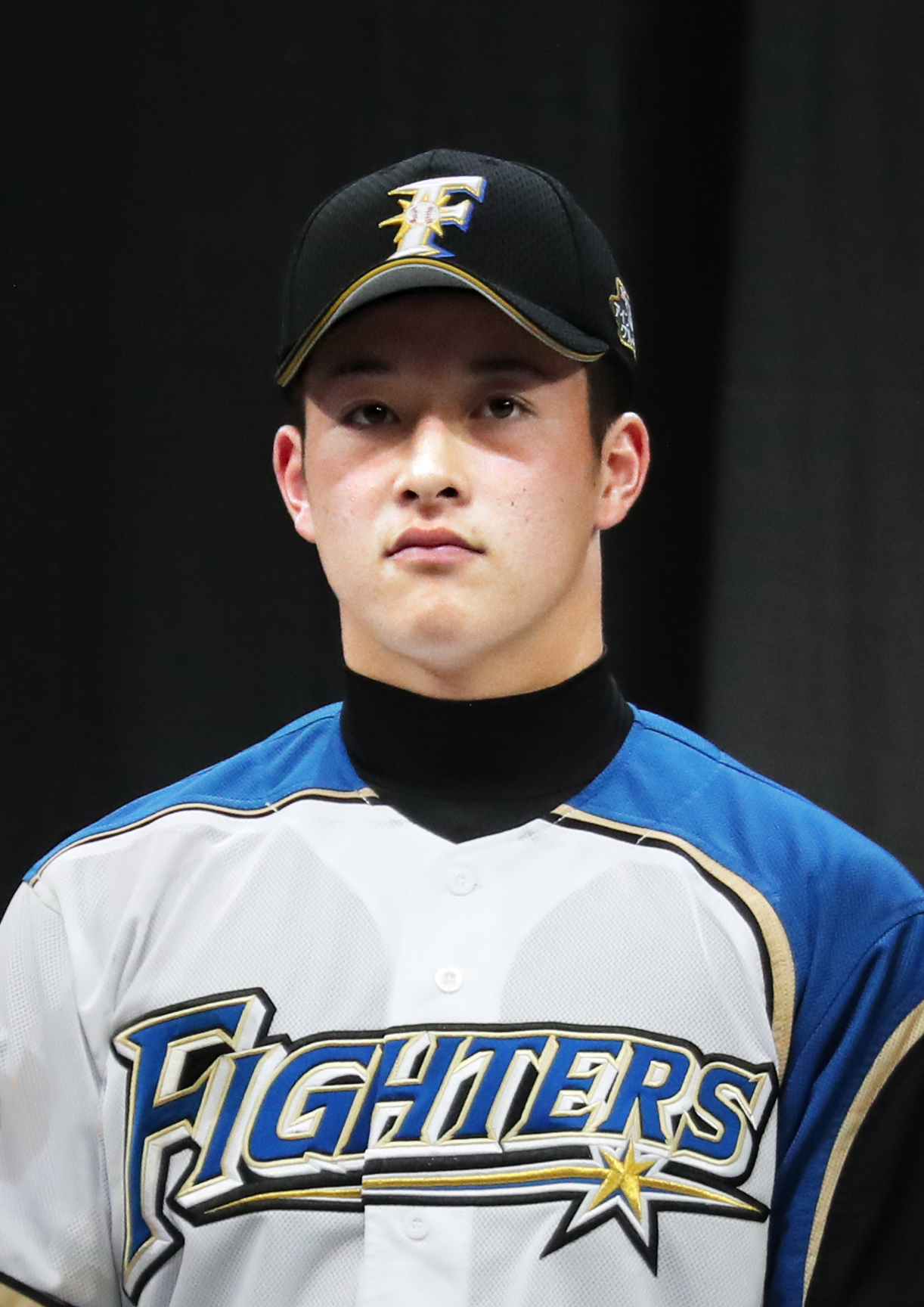
北海道日本ハムファイターズの新入団選手発表
（2018年11月24日 札幌ドーム）

2019年は春季キャンプを二軍でスタートし、開幕も二軍で迎えた。イースタン・リーグでは9試合に登板し、26回を投げて0勝3敗・防御率4.15を記録すると、6月12日の広島東洋カープ戦でプロ初登板初先発。5回4安打1失点の好投でプロ初勝利を挙げた。高卒新人投手が初登板で先発勝利を挙げたのは2015年の安樂智大（東北楽天ゴールデンイーグルス）以来、球団では2010年の中村勝以来となった。しかし、同23日の中日ドラゴンズ戦では3回6安打5失点の内容でプロ初黒星。その後は一軍での先発機会が2試合あったが、いずれも敗戦投手となり、3連敗でシーズンを終え、ルーキーイヤーは一軍で4試合に先発し、1勝3敗・防御率12.27という成績であった。オフに30万円増となる推定年俸1030万円で契約を更改した。
2020年は新型コロナウイルスの影響で120試合制の短縮シーズンとなり、開幕も6月に延期された。開幕から二軍調整が続いたものの、決め球のフォークボールに磨きをかけ、イースタン・リーグでは42回2/3を投げて51三振を奪うなど結果を残し、9月11日の楽天戦でシーズン初登板初先発。6回途中4安打3失点（自責点2）の内容で勝敗は付かなかった。その後も一軍での先発機会が与えられたが、打球が直撃したり味方の拙守があったりと不運もあって白星を挙げることができず、シーズン最後の登板となった11月4日の埼玉西武ライオンズ戦では自己ワーストの8失点を喫した。この年は5試合の先発登板で0勝2敗・防御率8.41を記録し、オフに現状維持となる推定年俸1030万円で契約を更改した。
2021年は吉田侑樹の引退に伴って区別が不要となったため、スコアボード及び報道上の表記が「吉田」に変更された。開幕6戦目の千葉ロッテマリーンズ戦に先発したが、2回4安打7失点（自責点2）の内容で敗戦投手となり、翌4月3日に登録抹消。その後は二軍戦で試合序盤、長いときには4イニングまで「オール直球」という制約を課され、徹底的にストレートを磨いた。「オール直球」に取り組み始めた頃は相手打者にストレートを狙われ苦労していたが、力感や制球などストレートだけで抑えるコツを徐々に掴み、8月はイースタン・リーグで3試合に先発し、3勝・防御率2.84という成績で8月度のファーム月間MVPを受賞した。この年の一軍登板は前述の1試合のみにとどまり、契約更改では60万円減となる推定年俸970万円でサインしたものの、秋季キャンプでは視察に訪れた新庄剛志新監督から高い評価を受けた。
2022年1月28日に無症状ながら新型コロナウイルス陽性判定を受け、療養のため春季キャンプに出遅れることとなった。2月7日に二軍キャンプへ合流し、同10日には取材で訪れた藤川球児からアドバイスを受けると、新庄監督が「すごかったね、あの変わりよう。ビックリした」と語ったほど投球に変化が現れ、オープン戦では5試合にリリーフ登板し、防御率1.00を記録。本人も中継ぎ起用に意欲を見せていたが、開幕一軍登録メンバーからは外れた。ただ、開幕前の練習日にて首脳陣から開幕カードでの先発を告げられ、開幕3試合目の福岡ソフトバンクホークス戦でシーズン初登板初先発。初回に3失点を喫したものの、2回以降は粘りの投球を見せて4回3失点で降板し、勝敗は付かなかった。続く4月2日のオリックス・バファローズ戦では7点ビハインドの8回裏からプロ初のリリーフ登板となり、わずか6球で三者凡退に抑えた。その後も中継ぎで好投を続けると、4月27日のオリックス戦では同点の7回表から登板し、1死球を与えるも1イニングを無安打無失点に抑え、プロ初ホールドを挙げた。翌28日の同カードでは2者連続四球をきっかけに二死二・三塁のピンチを招き、吉田正尚にポテンヒットを打たれて連続無失点が9試合で途切れたものの、5月18日のオリックス戦では1071日ぶりの白星を初の救援勝利で飾るなど、ストレートで押す投球で結果を残し、6月5日の阪神タイガース戦でシーズン2度目の先発登板。プロ入り後の公式戦では初となる甲子園での登板であったが、3回7安打4失点で敗戦投手となった。続く6月12日の中日戦ではセットアッパーとして起用され、ホールドを挙げると、こまちスタジアムで開催された同21日の楽天戦でシーズン3度目の先発登板。初の凱旋登板は5回途中2失点で敗戦投手となり、加藤貴之の離脱を受けて6月29日の西武戦でも先発登板となったが、3回3失点で敗戦投手となり、再びリリーフへ配置転換となった。その後はシーズン終了まで中継ぎとして起用され、この年はシーズンを通して一軍に帯同し、前述のように先発としては結果を残せなかったが、リリーフとしては47試合の登板で防御率3.31を記録。シーズン全体では、チーム2位の51試合（4先発）に登板し、2勝3敗5ホールド・防御率4.26という成績を残した。オフに1030万円増となる推定年俸2000万円で契約を更改した。
2023年、春季キャンプでは先発ローテーション入りを目指してアピールを続けたものの、実戦では結果を残せず、開幕を二軍で迎えた。二軍では、一軍首脳陣の判断でリリーフ調整となったが、8月23日の登板を終えた時点では、イースタン・リーグで34試合に登板して防御率5.16。同25日に出場選手登録されるも、9月1日に登録抹消となり、そのまま二軍でシーズンを終えた。本人は「今年は先発をやっていても中継ぎをやっていても同じ状態になっていたと思う。去年、あれだけ投げた反動も気にせず、活躍したいという思いで、あまり休まずに結構、練習してしまった」「1年間を戦って、次の年に体がおかしくなるというのは、まだ体が弱いのかなと思っていて」と話し、コンディションが整わなかった面もあり、この年は3試合の登板で防御率9.00という成績に終わった。11月21日には、400万円減となる推定年俸1600万円で契約を更改した。

### オリックス時代
2023年11月24日、黒木優太との交換トレードでオリックス・バファローズに移籍することが発表された。背番号は23。
2024年、春季キャンプ初日から投球フォームの修正に取り組み、変化球ではシュートやチェンジアップにも取り組んだ。レギュラーシーズンでは、リリーフとして自身初の開幕一軍入りを果たしたが、15試合の登板で0勝0敗3ホールド・防御率6.57という成績で5月25日に登録抹消。6月4日に再登録されると、同日の横浜DeNAベイスターズ戦から無失点投球を続け、6月29日のロッテ戦では同点の9回裏、二死一・三塁という場面から登板し、荻野貴司を1球でサードゴロに打ち取ると、直後にチームが勝ち越したことで、吉田に668日ぶりの白星かつ移籍後初勝利が記録された。その後は8月1日の日本ハム戦で失点するまで、16試合連続無失点を記録するなど、前年までのリーグ3連覇を支えたリリーバーが次々と離脱したブルペンで存在感を高めた。ただ、9月28日の楽天戦では右肘の違和感を訴え、7球で緊急降板となり、翌29日に登録抹消。そのままシーズンを終えることとなり、後に右肘は疲労骨折していたことを明かした。この年は50試合の登板で4勝0敗14ホールド・防御率3.32を記録し、オフに2100万円増となる推定年俸3700万円で契約を更改した。
2025年、保存療法でのリハビリを続けていたが、2月18日に病院診断を受け右肘内側側副靱帯機能不全、右肘内側側副靱帯遠位部骨片剥離と診断されたこと、トミー・ジョン手術を受けることが20日に球団から発表され、3月7日に手術を受けた。

## 選手としての特徴
投球フォームはオーバースロー。伸びのあるストレートが武器。高校時代にストレートの最速は152km/hを計測。スライダー、カーブ、スプリットなどの変化球を持つ。プロ入り後の最速は152km/h。

## 人物
愛称は「よしこー」。
三代目J Soul Brothers from EXILE TRIBEの大ファンであり、高校時代は試合前に『MUGEN ROAD』を聴くことをルーティンとしていた。好きなメンバーはボーカルの今市隆二であり、2019年2月24日の休養日に美容室に行き、今市の髪型にイメチェンしたこともある。今市本人はこれに反応し自身のInstagramに「今市カット　吉田選手頑張って下さい」と激励のメッセージを送っている。
同郷で同じくファイターズに所属した工藤幹夫が立ち上げたスポーツ用品店「クドウスポーツ」に通っていた。工藤は2016年に死去したため、両者が顔を合わせることはなかったが、吉田はプロ入り前に同店を訪れて挨拶をしている。
元チームメイトである宮田輝星とは漢字1文字違いのため、宮田がドラフト指名された際に話題となった。
2024年12月30日に出身地・潟上市の「ふるさと応援大使」に就任した。

## 詳細情報

### 年度別投手成績
| 年 度     | 球 団      | 登 板 | 先 発 | 完 投 | 完 封 | 無 四 球 | 勝 利 | 敗 戦 | セ 丨 ブ | ホ 丨 ル ド | 勝 率 | 打 者 | 投 球 回 | 被 安 打 | 被 本 塁 打 | 与 四 球 | 敬 遠 | 与 死 球 | 奪 三 振 | 暴 投 | ボ 丨 ク | 失 点 | 自 責 点 | 防 御 率 | W H I P |
| --------- | ---------- | ----- | ----- | ----- | ----- | -------- | ----- | ----- | -------- | ----------- | ----- | ----- | -------- | -------- | ----------- | -------- | ----- | -------- | -------- | ----- | -------- | ----- | -------- | -------- | ------- |
| 2019      | 日本ハム   | 4     | 4     | 0     | 0     | 0        | 1     | 3     | 0        | 0           | .250  | 59    | 11.0     | 18       | 3           | 7        | 0     | 1        | 13       | 0     | 0        | 15    | 15       | 12.27    | 2.27    |
| 2020      | 日本ハム   | 5     | 5     | 0     | 0     | 0        | 0     | 2     | 0        | 0           | .000  | 99    | 20.1     | 26       | 2           | 12       | 0     | 1        | 11       | 0     | 0        | 22    | 19       | 8.41     | 1.87    |
| 2021      | 日本ハム   | 1     | 1     | 0     | 0     | 0        | 0     | 1     | 0        | 0           | .000  | 14    | 2.0      | 4        | 1           | 3        | 0     | 0        | 2        | 0     | 0        | 7     | 2        | 9.00     | 3.50    |
| 2022      | 日本ハム   | 51    | 4     | 0     | 0     | 0        | 2     | 3     | 0        | 5           | .400  | 256   | 63.1     | 53       | 5           | 23       | 0     | 1        | 40       | 4     | 0        | 30    | 30       | 4.26     | 1.20    |
| 2023      | 日本ハム   | 3     | 0     | 0     | 0     | 0        | 0     | 0     | 0        | 0           | ----  | 15    | 3.0      | 5        | 1           | 2        | 1     | 0        | 2        | 0     | 0        | 3     | 3        | 9.00     | 2.33    |
| 2024      | オリックス | 50    | 0     | 0     | 0     | 0        | 4     | 0     | 0        | 14          | 1.000 | 173   | 40.2     | 40       | 1           | 14       | 0     | 5        | 30       | 1     | 0        | 15    | 15       | 3.32     | 1.33    |
| 通算：6年 | 通算：6年  | 114   | 14    | 0     | 0     | 0        | 7     | 9     | 0        | 19          | .438  | 616   | 140.1    | 146      | 13          | 61       | 1     | 8        | 98       | 5     | 0        | 92    | 84       | 5.39     | 1.48    |

- 2024年度シーズン終了時

### 年度別守備成績
| 年 度 | 球 団      | 投手  | 投手  | 投手  | 投手  | 投手  | 投手     |
| 年 度 | 球 団      | 試 合 | 刺 殺 | 補 殺 | 失 策 | 併 殺 | 守 備 率 |
| ----- | ---------- | ----- | ----- | ----- | ----- | ----- | -------- |
| 2019  | 日本ハム   | 4     | 0     | 0     | 0     | 0     | ----     |
| 2020  | 日本ハム   | 5     | 0     | 3     | 0     | 0     | 1.000    |
| 2021  | 日本ハム   | 1     | 0     | 1     | 0     | 0     | 1.000    |
| 2022  | 日本ハム   | 51    | 4     | 4     | 0     | 0     | 1.000    |
| 2023  | 日本ハム   | 3     | 0     | 2     | 0     | 0     | 1.000    |
| 2024  | オリックス | 50    | 3     | 12    | 0     | 1     | 1.000    |
| 通算  | 通算       | 114   | 7     | 22    | 0     | 1     | 1.000    |

- 2024年度シーズン終了時

### 表彰
- ファーム月間MVP賞：1回（2021年8月）

### 記録
初記録
投手記録
- 初登板・初先発・初勝利・初先発勝利：2019年6月12日、対広島東洋カープ2回戦（札幌ドーム）、5回4安打1失点[107]
- 初奪三振：同上、1回表に西川龍馬から空振り三振
- 初ホールド：2022年4月27日、対オリックス・バファローズ5回戦（東京ドーム）、7回表に3番手で救援登板、1回無失点

打撃記録
- 初打席：2019年6月23日、対中日ドラゴンズ3回戦（ナゴヤドーム）、3回表にエンニー・ロメロから二ゴロ

その他の記録
- 1球勝利投手：2024年6月29日、対千葉ロッテマリーンズ9回戦（ZOZOマリンスタジアム）9回裏二死二・三塁に7番手で救援登板、荻野貴司を三ゴロ ※史上48人目49度目[85]

### 背番号
- 18（2019年[14] - 2023年）
- 23（2024年[76] - ）

### 代表歴
- 第12回 BFA U-18アジア選手権大会 日本代表